# Andreas Mölzer
Andreas Mölzer, född 2 december 1952 i Leoben, är en österrikisk publicist och tidigare ledamot av Europaparlamentet. Han räknas till Frihetspartiets (FPÖ) tysknationalistiska falang. Mölzer betraktas som en ledande ideolog inom FPÖ. Han betecknar sig själv som en "nationalliberal kulturtysk". Han var förstanamn för sitt parti i Europaparlamentsvalet 2009 och igen i Europaparlamentsvalet 2014. Under valrörelsen 2014 drog han dock tillbaka sin kandidatur efter att ett antal av hans uttalanden fått utstå offentlig kritik som föranledde tryck från partiledningen.